# Santa Maria del castell de Claramunt
Santa Maria del castell de Claramunt és una església romànica en ruïnes construïda a mitjans del segle xi situada al migdia del recinte emmurallat del castell de Claramunt, al terme municipal de la Pobla de Claramunt.

## Història

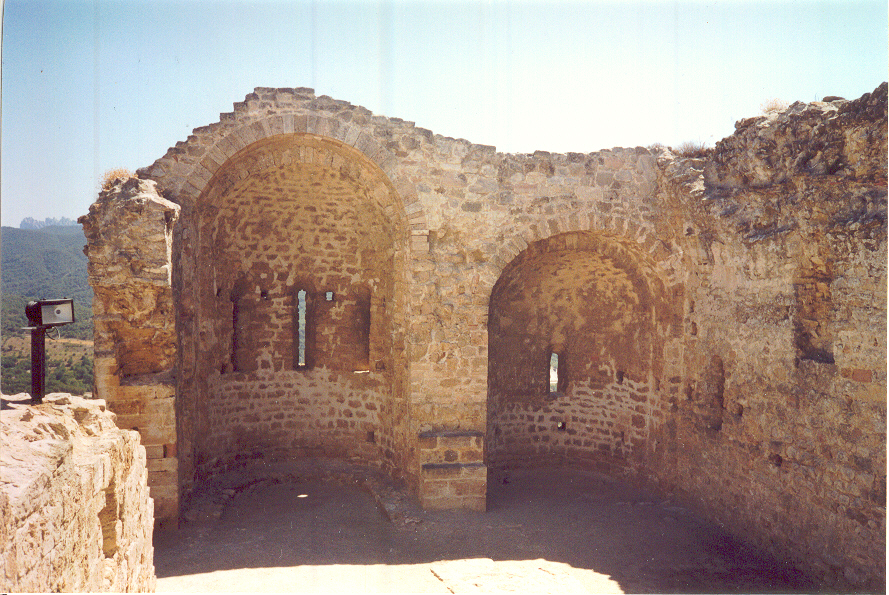
Vista de les restes dels tres absis.

La primera notícia que es conserva del conjunt del castell de Claramunt data del 978, en una butlla del papa Benet VII al bisbe de Vic Fruià d'Osona en què es detallaven els termes veïns als castells de Montbui i de Tous, entre els quals es trobava Claramunt. Des de 990 es conserven diferents documents que fan referència a la donació de terres i llegats a l'església. L'any 1404 i 1421, durant la visita dels bisbes Joan Ermengol i Francesc Climent, respectivament, es va anotar la necessitat de reparar la volta del tercer absis i del campanar.
Durant l'estiu de 1463, durant la Guerra Civil Catalana, el conjunt del castell va ser enderrocat a petició del consell d'Igualada, aliat de la Generalitat de Catalunya, ja que aquest estava en mans dels comtes de Cardona, que donaven suport a Joan II. Durant aquest període el culte i la imatge de la Mare de Déu de la Llet van ser traslladats a la capella de la Trinitat, al nucli urbà de la Pobla de Claramunt. Acabada la guerra els feligresos es van negar a retornar-li les funcions parroquials.
L'any 1484 ja s'havia reconstruït el castell, encara que de l'església només es van reconstruir les dues naus corresponents als dos absis que s'havien mantingut durant l'enderroc. El culte va ser abandonat definitivament el 1606, encara que l'any 1754 Benet XIV va concedir des del pati del castell la indulgència plenària en la benedicció del terme durant la festa de la Santa Creu, el 3 de maig, que actualment es denomina Aplec de la Santa Creu i se celebra el primer de maig.

## Arquitectura
L'església és d'estil romànic llombard amb planta basilical, composta per tres naus acabades en volta de canó. Les naus estan capçades a l'est per tres absis de planta semicircular, dels quals només se'n conserven dos. Els absis estan construïts amb carreus petits de travertí, decorats a l'exterior amb un fris d'arcuacions dobles cegues en tres plafons, entre les lesenes.
L'any 1983 el Servei del Patrimoni Arquitectònic de la Generalitat de Catalunya va dur a terme un projecte de consolidació i reforç a les cobertes dels absis i la reconstrucció de l'arc preabsidial.